# Ezüst-hegyi 2. sz. barlang
Az Ezüst-hegyi 2. sz. barlang Magyarország megkülönböztetetten védett barlangjai között volt. A Duna–Ipoly Nemzeti Parkban lévő Pilis hegységben található. Érdekessége, hogy hárshegyi homokkőben alakult ki. Turista útikalauzokban is be van mutatva.

## Más nevei
Előfordul a barlang az irodalmában Ezüsthegyi II. sz. barlang (Kordos 1971), Ezüst-hegyi 2.sz.barlang (Eszterhás 1989), Ezüsthegyi II.sz.barlang (Bertalan 1976), Ezüsthegyi felső barlangok (Leél-Őssy 1958), Ezüst-hegyi felső-barlangok (Szenti, Eszterhás 2001), Szafoklész-barlang (Eszterhás 1993), Szofoklész-barlang (Eszterhás 1989), Szofoklész barlang (Kordos 1971) és Szophoklész-barlang (Kárpát 1989) neveken is. 1981-ben volt először Ezüst-hegyi 2. sz. barlangnak nevezve a barlang az irodalmában. Ezüst-hegyi felső barlang az Ezüst-hegyi 2. sz. barlang és a Papp Ferenc-barlang.

## Leírás
Pilisborosjenő külterületén, Budakalász mellett, az Ezüst-hegy DK-i részén lévő felhagyott, nagy kőfejtő felső, É-i részén található a barlang bejárata. A bánya sziklafalának tövében, 374,8 m tengerszint feletti magasságban nyílik tág, 5 m széles, 3 m magas, DK-re néző, vízszintes tengelyirányú, mesterséges jellegű, szögletes, szabálytalan alakú bejárata. A bejárat felső részén karcolások, kormozásos feliratok, felfestés, a barlang neve találhatók. Bejárata mellett egy sziklába vésett Papp Ferenc-barlang felirat van, amely miatt össze lehet téveszteni a Papp Ferenc-barlanggal.
Gyalog, könnyű terepen érhető el. Gyalog a budapesti Csillaghegy HÉV-megállótól a piros sáv jelzésű turistaúton közelíthető meg a legegyszerűbben. Néhány turistatérkép barlangjellel jelzi a barlang bejáratának földrajzi elhelyezkedését, de a barlang neve nincs a térképeken.
Az Ezüst-hegyi 2. sz. barlangnak helyet adó kőfejtőben még két barlangról van sok információ, az Ezüst-hegyi 1. sz. barlangról, amely megsemmisült és az Ezüst-hegyi 3. sz. barlangról, amely a Papp Ferenc-barlang. Felfelé haladva a kőfejtő udvarában a sziklafal felé, először az Ezüst-hegyi 2. sz. barlang bejáratát lehet észrevenni, amely nagyobb, mint a tőle körülbelül 20 méterre nyugat–északnyugatra, a kőbánya északnyugati sarkában, két méterrel magasabban található Papp Ferenc-barlang bejárat.
Töredezett hárshegyi homokkőben jött létre tektonikus mozgások miatt a 12,5 méter vízszintes kiterjedésű, 9 méter függőleges kiterjedésű, 30 méter hosszú és 9 méter mély barlang. A befoglaló kőzet fekükőzete mészkő. A mészkövet egyáltalán nem érik el járatai. A falán található baritkristályok alapján feltételezhető, hogy hévíz alakította ki az elágazó, többszintes barlangot.
Lényegében két tág, omladékos teremből áll, amelyeket egy négy méteres, könnyű mászással járható, függőleges akna köt össze. Oldalágai kicsik és néhány méter után törmelékkel zárulnak. 9 méter mélységbe lehet leereszkedni benne, ahol nagy homokkőtömbök állják el a továbbvezető utat. Hosszabb, mint a megsemmisült Ezüst-hegyi 1. sz. barlang volt. A barlang alján, a homokkő alatt márga tárul fel. Omladékos, zegzugos járatainak zöme könnyű mászással, barlangjáró alapfelszereléssel járható. Engedély nélkül látogatható.

## Kutatástörténet
Az 1958-ban megjelent, Leél-Őssy Sándor által írt tanulmányban le vannak írva az Ezüsthegyi felső barlangok. A leírás szerint felső eocén bryozoás márga foltok vannak a hárshegyi homokkő alatt, az Ezüst-hegyen lévő barlangnál. A Kevély-hegycsoportban lévő barlangok főleg hévizes eredetűek, de vannak köztük karsztos (Ürömi-víznyelőbarlang) és tektonikus eredetűek is (ezüst-hegyi barlangok). Az Ezüst-hegy DK-i végén található felső homokkőbányákban, kb. 350–360 m tengerszint feletti magasságban helyezkedik el a két kicsi és szűk méretű aknabarlang. A nagyobbik 10 m hosszú és 4 m mély. Mivel a két barlang nem karsztosodó homokkőben jött létre teljes hosszában, ezért csak tektonikus hasadékbarlangok lehetnek. A két barlang jelenlegi formakincsének kialakításában ezenkívül még a ferde vetősík mentén bekövetkezett utólagos csúszásoknak és beomlásoknak is fontos szerepük volt. Bonyolult törmeléklabirintussá alakult át a két barlang a tömegmozgások miatt, hasonlóan mint a Csörgő-lyuk. A tanulmányhoz mellékelve lett egy térképvázlat, amely a Kevély-hegycsoportot mutatja be. A térképvázlaton megfigyelhető az Ezüsthegyi felső barlangok földrajzi elhelyezkedése. A rajzon és a szövegben 7-es és 8-as számokkal van jelölve a két barlang.
Az 1958. évi Karszt- és Barlangkutatási Tájékoztatóban publikálva lett egy barlangismertetés, amely a Földrajzi Értesítőben kiadott tanulmány alapján íródott. Az 1967-ben napvilágot látott, Pilis útikalauz című könyvben az jelent meg, hogy az Ezüst-hegy délkeleti végének felső homokkőbányájában több kicsiny hasadékbarlang van. 1969-ben Szenthe István részletesen átvizsgálta a bővülő bányafalakat egyetemi szakdolgozatának írása közben. A kőfejtő északi sarkában bemászott egy tág, függőleges hasadékba, amely Ezüst-hegyi 2. sz. barlangnak lett elnevezve. Tíz méter után nem tudott tovább menni a leomlott homokkősziklák miatt. 1969-es kéziratában részletesen le van írva a barlang. Szenthe István feltérképezte, de az a barlangtérkép valószínűleg elveszett.

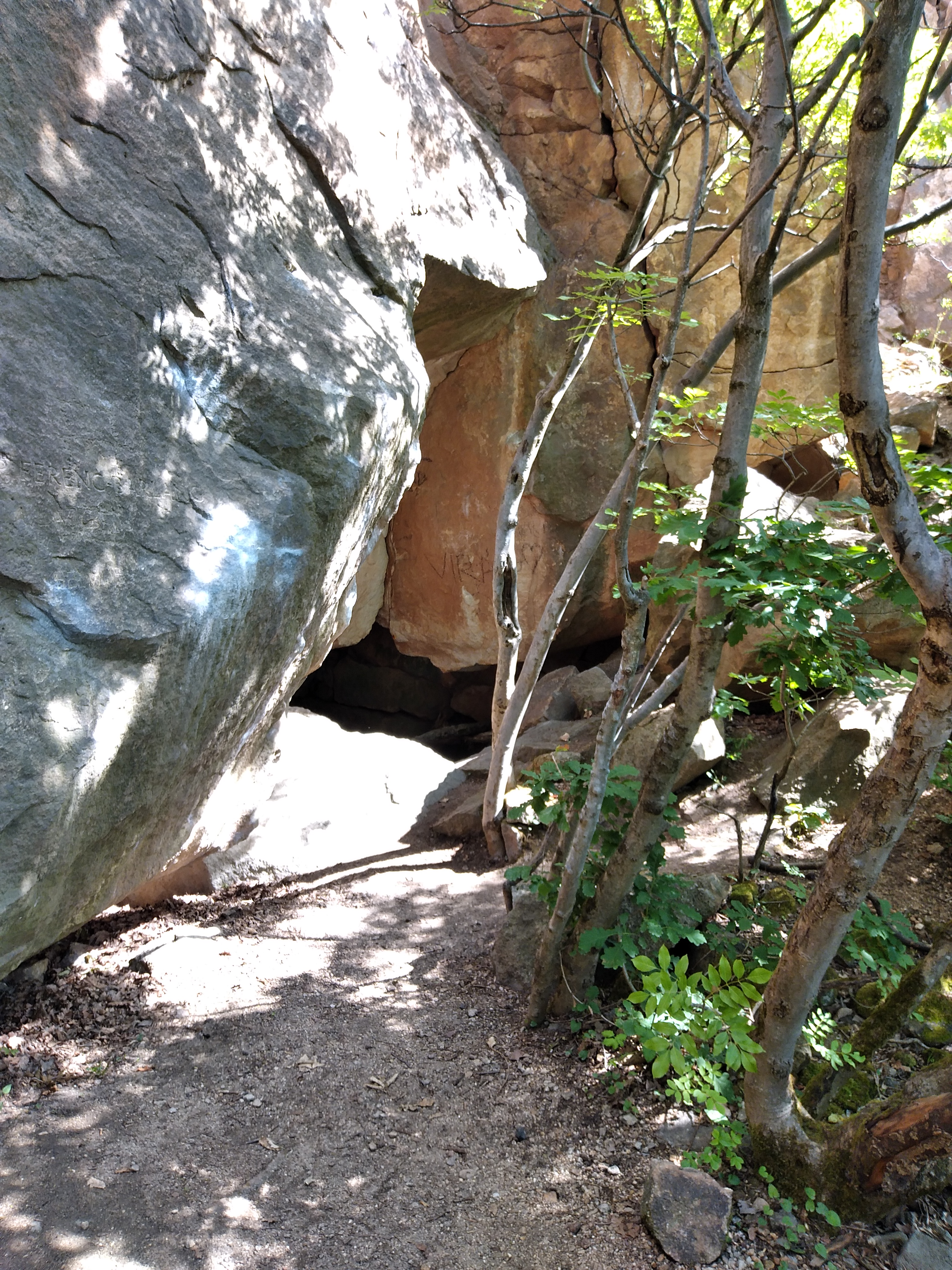
Az Ezüst-hegyi 2. sz. barlang bejárata

A Szpeleológia Barlangkutató Csoport 1970. évi jelentésében részletes leírás található a barlangról. A jelentésben az olvasható, hogy a barlang alján budai márga van. A falakat sokfelé 0,5–1 vastag barit III. kéreg fedi. A 10 méter hosszú és 4 méter mély barlang két, egymásra merőleges litoklázis mentén jött létre a feltörő hévíz hatására. Télen kitölti a hó és fekvése miatt késő tavaszig jéggel van borítva.
Az 1974-ben megjelent, Pilis útikalauz című könyvben, a Pilis hegység és a Visegrádi-hegység barlangjainak jegyzékében (19–20. old.) meg van említve, hogy a Pilis hegység és a Visegrádi-hegység barlangjai között vannak az Ezüsthegyi-kőfejtő barlangjai. A Pilis hegység barlangjait leíró részben az Ezüst-hegyi 2. sz. barlangról az van írva, hogy az Ezüst-hegy DK-i szélén működő homokkőbánya felső, É-i végén, 350–360 m tengerszint feletti magasságban helyezkedik el a barlang. Hárshegyi homokkőtömbök között kb. 4 m mélyre hatolva 10 m hosszú üregbe lehet jutni, amelynek alján budai márga van. Az Ezüst-hegyi 2. sz. barlang hévizes keletkezését bizonyítja, hogy falait több helyen barit kristálykéreg borítja.
A Bertalan Károly által írt, 1976-ban befejezett kéziratban az olvasható, hogy a Pilis hegységben, a Kevély-csoportban, Budakalászon elhelyezkedő Ezüsthegyi II.sz.barlang további nevei Ezüsthegyi felső barlangok és Szofoklész barlang. Az ürömi Ezüst-hegy nagy, hárshegyi homokkőfejtőjében, a bánya felső, É-i végében, 350–360 m tszf. magasságban van hasadékszerű bejárata. A hasadékbarlang 10 m hosszú, 4 m mély és két, egymásra merőleges litoklázis mentén jött létre. A kézirat barlangra vonatkozó része 2 publikáció alapján lett írva. Az 1981. évi Karszt és Barlang 1–2. félévi számában nyilvánosságra lett hozva, hogy az Ezüst-hegyi 2. sz. barlangnak 4820/2. a barlangkataszteri száma.
Az 1984-ben kiadott, Magyarország barlangjai című könyvben megjelent egy részletes leírás a barlangról. A könyv országos barlanglistájában szerepel a Pilis hegység barlangjai között a barlang Ezüst-hegyi 2. sz. barlang néven Ezüsthegyi felső barlangok és Szofoklész barlang névváltozatokkal. A listához kapcsolódóan látható a Dunazug-hegység barlangjainak földrajzi elhelyezkedését bemutató 1:500 000-es méretarányú térképen a barlang földrajzi elhelyezkedése. A leírás szerint az Ezüst-hegyi 2. sz. barlangnak helyet adó bányában három nagy üreg alakult ki, az Ezüst-hegyi 1. sz. barlang, az Ezüst-hegyi 2. sz. barlang és a Papp Ferenc-barlang, valamint néhány kicsi, jelentéktelen méretű valószínűleg megsemmisült. A kis Ezüst-hegyi 2. sz. barlang Szenthe István 1969-es kutatásai előtt is említve volt, de csak Szenthe István 1969-es vizsgálatai után lett részletesen ismert. Kordos László leírta, hogy a barlangfalakon látható baritkristályok az elméletek nagy részének álláspontja szerint egyértelműen a hévizes barlangkeletkezés jelei.
1989 őszén az Acheron Barlangkutató Szakosztály tagjai mérték fel és a felmérés alapján Kárpát József vetített hossz-szelvény térképet, valamint alaprajzi térképet szerkesztett. Utóbbi 1:100 méretarányban lett rajzolva. A felmérés alapján 30 m hosszú és 12 m mély. Az 1989. évi jelentésükben az olvasható, hogy a homokkőben lévő, omladékos, viszonylag tág üregrendszerben nincsenek képződmények. Alaposabb kutatásával lehet, hogy a szomszédos Papp Ferenc-barlanghoz hasonló, a homokkő alatti mészkőben elhelyezkedő barlang lenne feltárható, de a terület kutatásával nem foglalkozik senki. A képződménymentes barlangra a töredezett, omlott homokkőfelületek jellemzők. Teljesen száraz az üregrendszer. A kézirathoz mellékelve lett a két térkép.

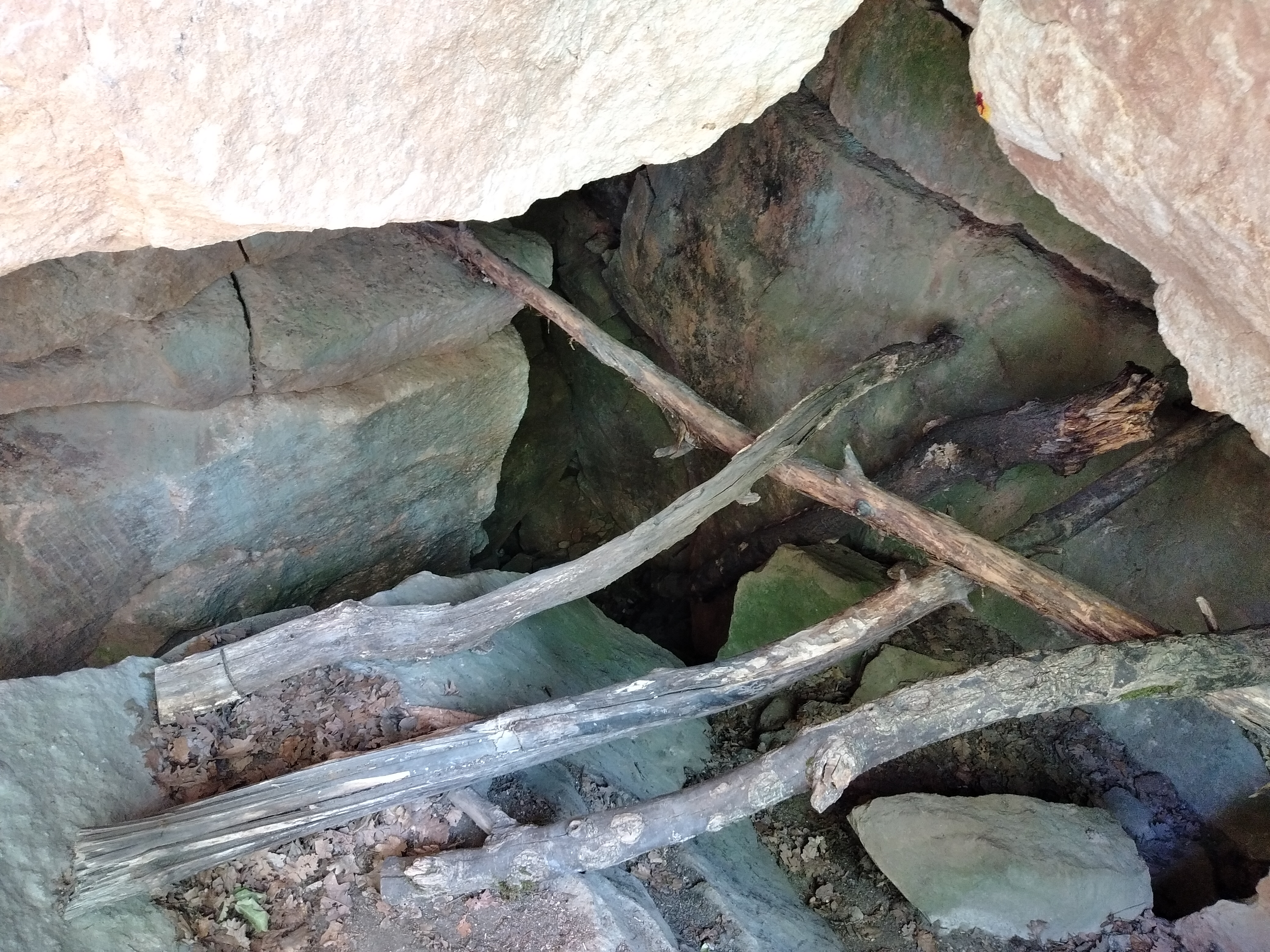
Az Ezüst-hegyi 2. sz. barlang bejárati része

Az Eszterhás István által 1989-ben írt, Magyarország nemkarsztos barlangjainak listája című kéziratban az olvasható, hogy a Pilis hegységben, a 4820-as barlangkataszteri területen, Pilisborosjenőn lévő Szofoklész-barlangnak Ezüst-hegyi 2.sz.barlang a névváltoza. Az ismeretlen méretű barlang homokkőben és márgában alakult ki. A barlang egyike a Pilis hegység nem karsztkőzetben keletkezett 5 barlangjának. A listában meg van említve az a Magyarországon, nem karsztkőzetben kialakult, létrehozott 220 objektum (203 barlang és 17 mesterséges üreg), amelyek 1989. év végéig váltak ismertté. Magyarországon 21 barlang keletkezett homokkőben. Az összeállítás szerint Kordos László 1984-ben kiadott barlanglistájában fel van sorolva 119 olyan barlang is, amelyek nem karsztkőzetben jöttek létre. Az 1990. évi Karszt és Barlangban közölve lett, hogy a felmérés szerint 30 m hosszú.
Az 1991-ben napvilágot látott, A Pilis és a Visegrádi-hegység című útikalauzban meg van ismételve az 1974-es könyv barlangleírása. A Kárpát József által 1991-ben írt kéziratban meg van említve, hogy 30 m hosszú és 12 m mély a budakalászi Szofoklész-barlang. Az Eszterhás István által írt, Magyarország nemkarsztos barlangjainak lajstroma című, 1993-ban készült kéziratban meg van említve, hogy a Szafoklész-barlang a Pilis hegységben, a 4820-as barlangkataszteri területen, Pilisborosjenőn helyezkedik el. A barlang a Pilis hegység nem karsztkőzetben kialakult 5 barlangja közül az egyik. Az ismeretlen méretű barlang homokkőben keletkezett. Az összeállításban fel van sorolva az a Magyarországon, nem karsztkőzetben kialakult, létrehozott 520 objektum (478 barlang és 42 mesterséges üreg), amelyek 1993 végéig ismertté váltak. Magyarországon 28 barlang, illetve mesterségesen létrehozott, barlangnak nevezett üreg alakult ki, lett kialakítva homokkőben.
A 2001. november 12-én készült, Magyarország nemkarsztos barlangjainak irodalomjegyzéke című kézirat barlangnévmutatójában szerepel az Ezüst-hegyi 2. sz. barlang. A barlangnévmutatóban fel van sorolva 13 irodalmi mű, amelyek foglalkoznak a barlanggal. Az 507., az 535. és az 548. tétel nem említi, az 506., az 534. és az 549. tétel említi. A 2002-ben készült állapotfelvételi törzslapja alapján a részletesen felmért barlang 30 méter hosszú, 12 méter függőleges kiterjedésű, 3 méter magas, 9 méter mély és 12,5 méter vízszintes kiterjedésű. További feltárása nagy munka lenne. Nem indokolt megkülönböztetett védelme. A 2005. évi Karsztfejlődésben említve van a magyarországi felszakadásos homokkőbarlangok között. Eszterhás István szerint jól látható a felharapódzás a barlangban.
A Duna–Ipoly Nemzeti Park Igazgatóság működési területén, a Pilis hegységben elhelyezkedő, 4820/2 kataszteri számú Ezüst-hegyi 2. sz. barlang, 2006. február 28-tól, a környezetvédelmi és vízügyi miniszter 8/2006. KvVM utasítása szerint, megkülönböztetett védelmet igénylő barlang. A 2019. évi Zsákfalvi Riporterben az olvasható, hogy a kőfejtőbe a belépést a jelenleg is művelés alatt álló, alsó rész felől táblák tiltják, de pont a barlangok körüli felső rész egyenesen megközelíthető a pilisborosjenői Kőfuvaros út végéről induló ösvényről balra nyíló, keskenyebb ösvényen keresztül. A cikkhez mellékelve lett egy színes fénykép, amelyet Nevelős Zoltán készített, és amelyen a barlang bejárata látható. Falmászók által kedvelt gyakorlóterep aljában nyílik a Papp Ferenc-barlangnál sokkal kisebb, de barátságosabb barlang. Tág bejáratából lenézve szabadon lehet gyönyörködni sárga homokkőfalaiban.

## További irodalom
- Kordos László: Barlangtani vizsgálatok a Kevély csoport barlangjaiban. Studium, 1972. (3.) Debrecen. 95–108. old.
- Szenthe István: Karsztjelenségek és képződményeik fejlődéstörténete a Nagy-Kevély környékén. Egyetemi szakdolgozat. Kézirat. Budapest, 1969.